# Hans Vonk
Johannes Adrianus Vonk (Alberton, 1970. január 30. –9 holland származású, dél-afrikai válogatott labdarúgókapus.

## Sikerei, díjai
Ajax
- Holland kupagyőztes (1): 2006

Ajax Cape Town
- Nedbank kupagyőztes (1): 2008
- Mangaung kupagyőztes (2): 2007, 2008

Heerenveen
- Holland kupagyőztes (1): 2009

Dél-Afrika
- Afrikai nemzetek kupája bronzérmes (1): 2000

## Külső hivatkozások
- Hans Vonk a soccerbase.com honlapján
- Hans Vonk a national-football-teams.com honlapján